# 国道2号線 (モロッコ)
国道2号線（こくどう2ごうせん、アラビア語: الطريق الوطنية 2、フランス語: Route nationale 2、N2）は、モロッコのタンジェからウジダに至る、総距離545キロメートル (km) の一般道路である。